# برلین، ایلینوی
برلین (به انگلیسی: Berlin) یک روستا در ایالات متحده آمریکا است که در ایلینوی واقع شده‌است. برلین ۲٫۵۹ کیلومتر مربع مساحت و ۱۸۰ نفر جمعیت دارد و ۱۹۳٫۸۶ متر بالاتر از سطح دریا واقع شده‌است.